# Брэнно, Бриджид
Бриджид Брэнно (англ. Brigid Brannagh, род. 3 августа 1972) — американская актриса.

## Жизнь и карьера
Бриджид Брэнно родилась в Сан-Франциско, штат Калифорния. Она дебютировала на экране в 1988 году в фильме «Скауты» и в последующие десятилетия регулярно появлялась на телевидении и в кино.
Брэнно снялась в ряде недолго просуществовавших телесериалов, среди которых «Клан», «Южный Бруклин» и «Там», а также была частью актёрского ансамбля «Истинные цвета» в 1990—1992 годах. Также она была гостем во многих сериалах, таких как «Полиция Нью-Йорка», «Прикосновение ангела», «Скорая помощь», «Элли Макбил», «Зачарованные», «C.S.I.: Место преступления», «24 часа», «Морская полиция: Спецотдел», «Мыслить как преступник», «Гримм», «Сверхъестественное» и многих других.
Брэнно наиболее известна по роли Памелы Моран в телесериале «Армейские жёны», где она снималась на протяжении шести сезонов, с 2007 по 2012 год. В 2012 году она снялась в пилоте сериала Шонды Раймс «Позолоченные лилии», который не получил зелёный свет на дальнейшее производство.

## Фильмография
- 1988 — Скауты / The Wrong Guys
- 1990—1992 — Истинные цвета / True Colors
- 1993 — Обет рыцарей Дельты / Quest Of The Delta Knights
- 1996 — Клан / Kindred: The Embraced
- 1997—1998 — Южный Бруклин / Brooklyn South
- 2000—2001 — Ангел / Angel
- 2002 — Романтическое преступление / Life Without Dick
- 2005 — Там / Over There
- 2006 — Как полюбить соседку / Falling in Love with the Girl Next Door
- 2007—2012 — Армейские жёны / Army Wives